# Agnieszka Sitek

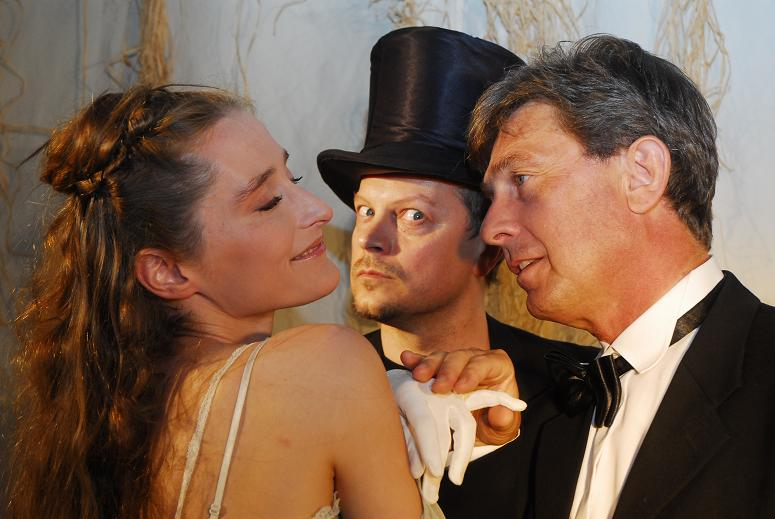
Agnieszka Sitek, Piotr Szwedes i Tomasz Mędrzak w spektaklu „Eksperyment Adam i Ewa” – Teatr tm

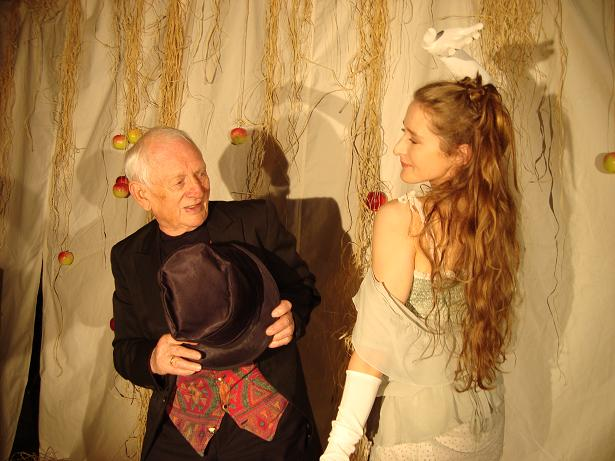
Agnieszka Sitek i Witold Pyrkosz w spektaklu „Eksperyment Adam i Ewa” – Teatr tm

Agnieszka Sitek (ur. 8 lipca 1973 w Łodzi) – polska aktorka teatralna, filmowa i telewizyjna.

## Życiorys
Jest absolwentką XXI Liceum Ogólnokształcącego im. Bolesława Prusa w Łodzi (1992) oraz Akademii Teatralnej w Warszawie (1996). Gościnnie grała w teatrze w Bydgoszczy i Komedia w Warszawie. Największy jej sukces to rola w czeskim filmie Zabić Sekala: w 1999 roku otrzymała za nią Czeskiego Lwa – Nagrodę Czeskiej Akademii Sztuki Filmowej i Telewizyjnej (w kategorii drugoplanowa rola kobieca) oraz nominację do Polskiej Nagrody Filmowej, Orzeł (w kategorii najlepsza rola kobieca). W latach 2000–2008 związana głównie z warszawskim Teatrem Ochoty. Współtwórczyni stowarzyszenia teatr tm.

## Filmografia
- 1997–2001: Złotopolscy − Weronika Gabriel potem Złotopolska
- 1997: Sztos – Barbara, dziewczyna podwożona przez Eryka i synka
- 1997: Sława i chwała – Helena Gołąbkówna, córka Aleksandry i Franciszka (odc.5-7)
- 1997: Pokój 107 – dziewczyna na dyskotece w klubie
- 1997: Dom – koleżanka Beaty (odc.17-18)
- 1998: Zabić Sekala – Agnieszka
- 1999: Wrota Europy – Ira
- 2002: Wiedźmin (serial) – wiedźminka Adela (odc.2)
- 2002: Chopin. Pragnienie miłości – Izabela Chopin, matka Fryderyka
- 2013: Prawo Agaty – Iwona Rydlewska (odc.53)
- 2015: Na dobre i na złe – Janina, wnuczka Łucji (odc.592)

## Role teatralne
- 1996: To twoje, to moje Donalda Churchilla w reż. Andrzeja Rozhina, rola: Lucy (Teatr Komedia w Warszawie, debiut)
- 1997: Balladyna Juliusza Słowackiego w reż. Andrzeja Waldena, rola: Alina (Teatr Polski w Bydgoszczy)

### Teatr Telewizji
- 1996: Błękitny Zamek, rola: Cecylia (debiut)
- 1996: Piranie, rola: Kobieta
- 1996: Puszka Pandory, rola: Cadidja
- 1996: Rap-łap-baja, rola: Sekretarka
- 1997: Dziady – Salon warszawski
- 1997: Porwanie nutki, rola: Wróżka Pauza
- 1997: Zielony potwór – baśń o pięknej Dardane, rola: Dardane
- 1998: Brand, rola: Agnes
- 1998: Pies ogrodnika, rola: Marcelina

### Teatr Ochoty w Warszawie
- 2000: Widok z mostu Arthura Millera w reż Tomasza Mędrzaka, rola: Kate
- 2000: John i Mary Mervyna Jonesa w reż. Tomasza Mędrzaka, rola: Mary
- 2001: Hamlet Williama Shakespeare’a w reż. Tomasza Mędrzaka, rola: Ofelia
- 2001: Kartoteka Tadeusza Różewicza w reż. Krzysztofa Galosa, rola: Niemka
- 2002: Iwanow Antoniego Czechowa w reż. Eugeniusz Korina, rola: Sasza
- 2003: Śluby panieńskie Aleksandra Fredry w reż. Tomasza Mędrzaka, rola: Aniela
- 2004: Pułkownik – Ptak Christo Bojczewa w reż. Tomasza Mędrzaka, rola: Pepa
- 2006: Odchodzić Toma Kempinskiego w reż. Tomasza Mędrzaka, rola: Sara
- 2006: Masz być szczęśliwy Simona Burta w reż. Jana Bratkowskiego, rola: Caroline
- 2006: Drugi pokój Zbigniewa Herberta w reż. Tomasza Mędrzaka, rola: Ona
- 2007: Tamara L. Kazimierza Brauna w reż. Tomasza Mędrzaka, rola: Matka Przełożona
- 2008: Orkiestra Titanic Christo Bojczewa w reż. Tomasza Mędrzaka, rola: Ljubka
- 2008: Piranie w akwarium Ryszarda Marka Grońskiego w reż. Tomasza Mędrzaka, rola: Teresa

### Teatr tm w Warszawie
- 2009: John i Mary Mervyna Jonesa w reż. Tomasza Mędrzaka, rola: Mary
- 2009: Odchodzić Toma Kempinskiego w reż. Tomasza Mędrzaka, rola: Sara
- 2009: Drugi pokój Zbigniewa Herberta w reż. Tomasza Mędrzaka, rola: Ona
- 2009: Piranie w akwarium Ryszarda Marka Grońskiego w reż. Tomasza Mędrzaka, rola: Teresa
- 2010: Eksperyment Adam i Ewa na podstawie Pamiętników Adama i Ewy Marka Twaina w reż. Tomasza Mędrzaka, rola: Ewa
- 2011: Kibice Elina Rachnewa w reż. Tomasza Mędrzaka, rola: Ona